# تورستن تراوب
تورستن تراوب (بالألمانية: Torsten Traub)‏ هو لاعب كرة قدم ألماني في مركز الدفاع، ولد في 8 سبتمبر 1975 في Lichtenstein, Baden-Württemberg ‏ في ألمانيا. لعب مع شتوتغارت كيكرز ونادي آلن ونادي آوغسبورغ ونادي سانت باولي.

## وصلات خارجية
- تورستن تراوب على موقع قاعدة بيانات كرة القدم.إي يو (الإنجليزية)
- تورستن تراوب على موقع عالم كرة القدم.نت (الإنجليزية)